# Nicole Delle
Nicole Delle (* 20. Mai 1977 in Biberach an der Riß) ist eine ehemalige deutsche Tischtennisspielerin. Sie ist deutsche Meisterin der Jugend und nahm 1992 an der Europameisterschaft der Erwachsenen teil.

## Werdegang
Mit sechs Jahren begann Nicole Delle unter Anleitung ihres Vaters mit dem Tischtennissport. Bald schloss sie sich dem Verein TSV Otterswang an, 1990 wechselte sie zur SV Böblingen, mit dessen Damenmannschaft sie am Ende der Saison 1990/91 und erneut 1992/93 in die 1. Bundesliga aufstieg. In Heidelberg entwickelte sie sich im Deutschen Tischtenniszentrum weiter.
Zahlreiche Erfolge stellten sich im Schüler- und Jugendbereich ein. Obwohl noch in der Mädchenklasse aktiv nahm sie 1991 an der deutschen Jugendmeisterschaft teil und siegte hier im Einzel. Zweimal wurde sie deutsche Jugendmeisterin im Doppel, 1992 mit Sandra Stroezel und 1994 mit Heike Hildebrandt. Weitere nationale Erfolge im Jugendalter:
- 1991 Deutsche Schülermeisterschaft: Platz drei im Einzel[2], Endspiel im Doppel mit Judith Buhle
- 1992 DTTB Top-12: Platz zwei (hinter Sandra Stroezel)
- 1993 DTTB Top-12: Platz eins
- 1994 DTTB Top-12: Platz zwei (hinter Nadine Schmidt)
- 1995 Junioren: Platz eins im Mixed mit Gerd Richter
- 1996 Junioren: Platz zwei im Einzel (hinter Cornelia Böttcher), Platz eins im Mixed mit Gerd Richter
- 1997 Junioren: Platz eins im Einzel, Doppel (mit Tanja Riß) und Mixed (mit Daniel Horlacher)
- 1998 Junioren: Platz zwei im Doppel (mit Tanja Riß), Platz zwei im Mixed (mit Lars Hielscher)

1993 wurde sie in Ljubljana zusammen mit Sascha Köstner Jugend-Europameister im Mixed.
Bereits 1992 durfte sie bei der Europameisterschaft der Erwachsenen in Stuttgart an den Individualwettbewerben teilnehmen um internationale Erfahrung zu sammeln. Mit damals 14 Jahren war sie die bis dahin jüngste deutsche Spielerin, die an einer Europameisterschaft teilnahm. Im Einzel scheiterte sie in der Qualifikationsrunde an der Abwehrspielerin Johanna Kaimio aus Finnland. Das Doppel mit der aus China stammenden Österreicherin Tu Dai Yong setzte sich in der Qualifikationsrunde gegen Marianne Blikken/Sonja Rasmussen (Norwegen) durch und unterlag dann in der Hauptrunde gegen Olga Nemes/Cornelia Faltermaier. Im Mixed mit Sascha Köstner konnte sie eine Niederlage gegen das erfahrene tschechische Paar Petr Korbel/Marie Hrachová nicht vermeiden.
1997 verließ Nicole Delle die SV Böblingen Richtung TuS Glane. Wegen einer Sportverletzung im Jahr 1999 sowie dem Wunsch nach einem Studium gab sie 2000 den Hochleistungssport auf und wechselte zurück zu ihrem Heimatverein ASV Otterswang, mit dem sie in der Zweiten Bundesliga spielte. 2003/2004 spielte sie für den TTC HS Schwarza und wurde dort mit dem Damenteam Meister der 2. Bundesliga, seit 2004 mit BSC Rapid Chemnitz in der Regionalliga bzw. heute (2012) wieder in der Zweiten Bundesliga.

## Privat
Nicole Delle arbeitet als Sozialpädagogin. Sie hat einen Sohn.

## Turnierergebnisse
| Verband | Veranstaltung                         | Jahr | Ort        | Land | Einzel     | Doppel | Mixed | Team |
| ------- | ------------------------------------- | ---- | ---------- | ---- | ---------- | ------ | ----- | ---- |
| GER     | Jugend-Europameisterschaft (Junioren) | 1993 | Ljubljana  | SVN  |            |        | Gold  |      |
| GER     | Jugend-Europameisterschaft (Junioren) | 1992 | Topolcany  | TCH  | Halbfinale |        |       |      |
| GER     | Pro Tour                              | 1998 | Courmayeur | ITA  |            | Rd 1   |       |      |